# ACE Yewt
ACE Yewt – elektryczny samochód dostawczy klasy miejskiej produkowany pod australijską marką ACE od 2021 roku.

## Historia i opis modelu
Dwa lata po założeniu, w sierpniu 2019 roku australijski startup ACE-EV Group przedstawił swoją przyszłą gamę samochodów elektrycznych, wśród których znalazł się niewielki pickup pod nazwą ACE Yewt. Charakteryzujący się obłą sylwetką pojazd został opracowany z wykorzystaniem aluminiowej ramy i lekkich tworzyw sztucznych wzmacnianych włóknem węglowym.

### Cargo
Oprócz wariantu z otwartym przedziałem transportowym, ACE-EV Group przedstawiło także wariant z nadwoziem zamkniętym typu furgon o nazwie ACE Cargo. Samochód charakteryzował się wysoko poprowadzoną linią dachu, która gwałtownie obniżała się na wysokości dwuosobowej kabiny pasażerskiej.

### Sprzedaż
Zarówno ACE Yewt, jak i ACE Cargo mają trafić w październiku 2021 roku do produkcji w stanie Australia Południowa w mieście Adelaide, trafiając do lokalnych nabywców w tym samym roku. Główną grupą docelową mają być m.in. kurierzy, drobni przedsiębiorcy czy gastronomia na obszarze dużych australijskich metropolii.

### Dane techniczne
Zarówno ACE Yewt, jak i ACE Cargo mają oferować baterię o pojemności 23 kWh, która zapewni 100 km/h prędkości maksymalnej, osiągnie 50 km/h w 7 sekund, a na jednym ładowaniu przejedzie maksymalnie od 150 do 200 kilometrów w zależności od obciążenia i stylu jazdy kierującego.